# Sophora franchetiana
Sophora franchetiana är en ärtväxtart som beskrevs av Stephen Troyte Dunn. Sophora franchetiana ingår i släktet soforor, och familjen ärtväxter. Inga underarter finns listade i Catalogue of Life.